# Antigua Escuela de Comercio
La Antigua Escuela de Comercio o simplemente Escuela de Comercio es un edificio ubicado en la ciudad asturiana de Gijón (España). Fue construido entre 1911 y 1915 para albergar a la Escuela Superior de Comercio y actualmente es la sede de diversos espacios socioculturales del Ayuntamiento de Gijón: la Oficina de Juventud de Gijón, las oficinas del Festival Internacional de Cine de Gijón, la sede del Ateneo Obrero de Gijón y la Hemeroteca Luís Adaro.

## Ubicación
El edificio se encuentra en el barrio de El Centro, en la plaza del Instituto (El Parchís); entre el Antiguo Instituto de Jovellanos y el CP Jovellanos. Está bordeado por dos ejes peatonales que la conectan con la calle Corrida y con el paseo de Begoña.

## Historia y usos

### Origen
En 1862 el Real Instituto Jovellanos crea unos estudios de Comercio en la planta baja del actual Antiguo Instituto de Jovellanos. En 1899 estos estudios se convierten en la Escuela Elemental de Comercio (renombrada como Superior en 1908), desde 1972 perteneciente a la Universidad de Oviedo y origen de la actual Facultad de Comercio, Turismo y Ciencias Sociales Jovellanos, ubicada desde 2007 en la Universidad Laboral.
Una Real Orden del 11 de noviembre de 1910 saca a subasta pública la construcción de un edificio exclusivo para la Escuela Superior de Comercio. El 24 de diciembre la obra es concedida al arquitecto Manuel del Busto. Se fijó el coste inicial en 550 000 pesetas. La primera piedra se colocaría el 2 de mayo de 1911 y la última el 18 de septiembre de 1915. El 17 de octubre de 1915 ocurre la inauguración, una profusa ceremonia presidida por el ministro de Fomento Javier Ugarte.

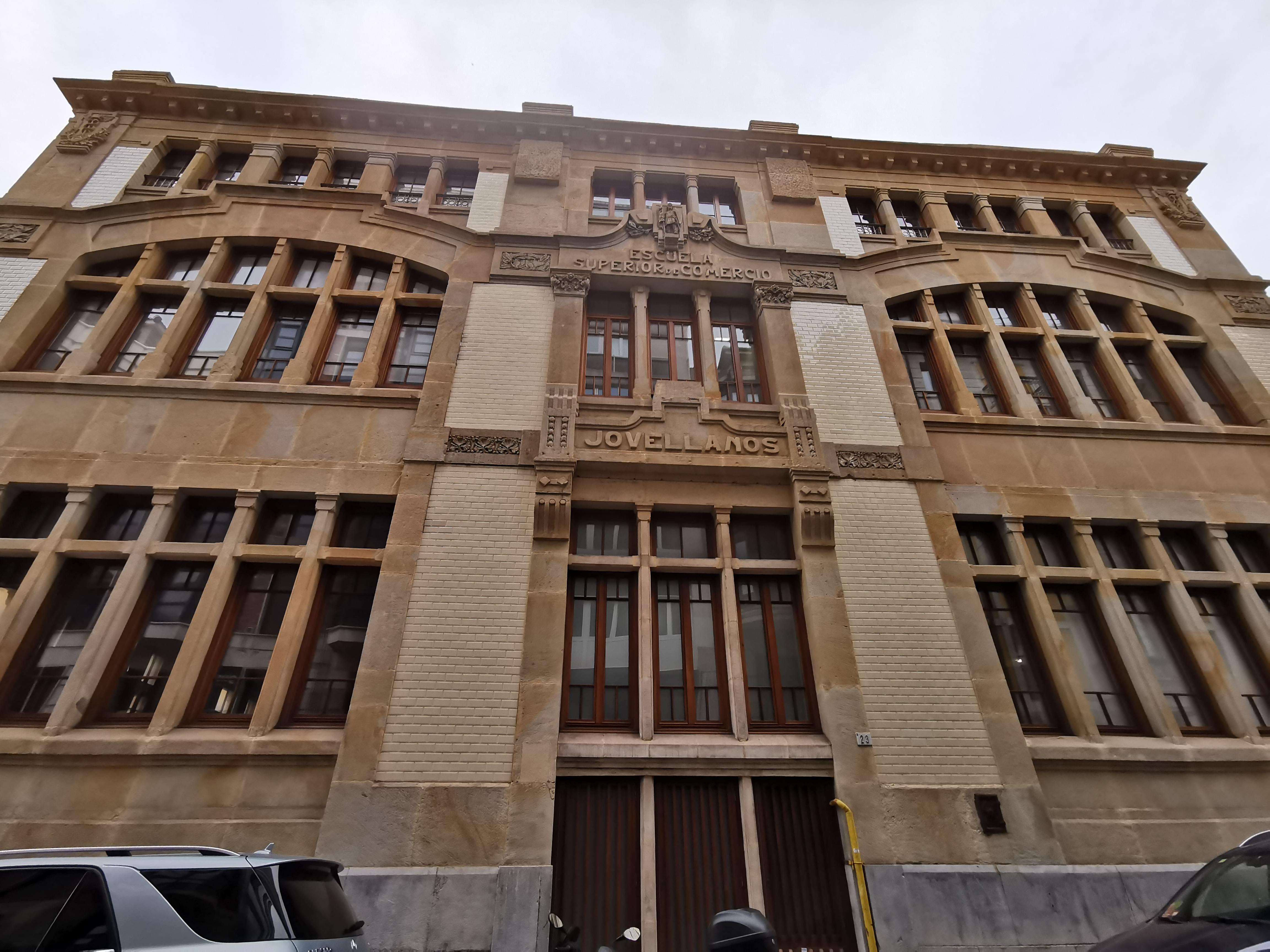
Antiguo acceso principal con la inscripción "Escuela Superior de Comercio Jovellanos"

### Diseño y construcción
Del Busto diseña un edificio de tres plantas en 1 000 m2 de la huerta trasera del Antiguo Instituto. El edificio destaca por contar con una innovadora estructura metálica que permitiría a grandes ventanales dominar sus fachadas junto a elementos de construcción más tradicionales como la piedra caliza y el azulejo blanco. Los dos primeros pisos albergarían las aulas y el último los espacios administrativos y docentes, siendo visible la diferencia de altura entre estos. La planta está divida por dos ejes perpendiculares que actúan como pasillos y salas comunes, comunicando a las aulas, una por esquina. El interior se caracteriza por sus espacios diáfanos y bien iluminados, decorados con vidrieras, azulejos, cerámicas y zócalos. Contiene un gran vestíbulo, una terraza curva exterior y una escalinata central.
En 1957 se reforma la fachada este abriendo una puerta principal en la nueva calle Francisco Tomás y Valiente, en vez de en la calle Begoña, donde está la original.

### Reforma y actualidad

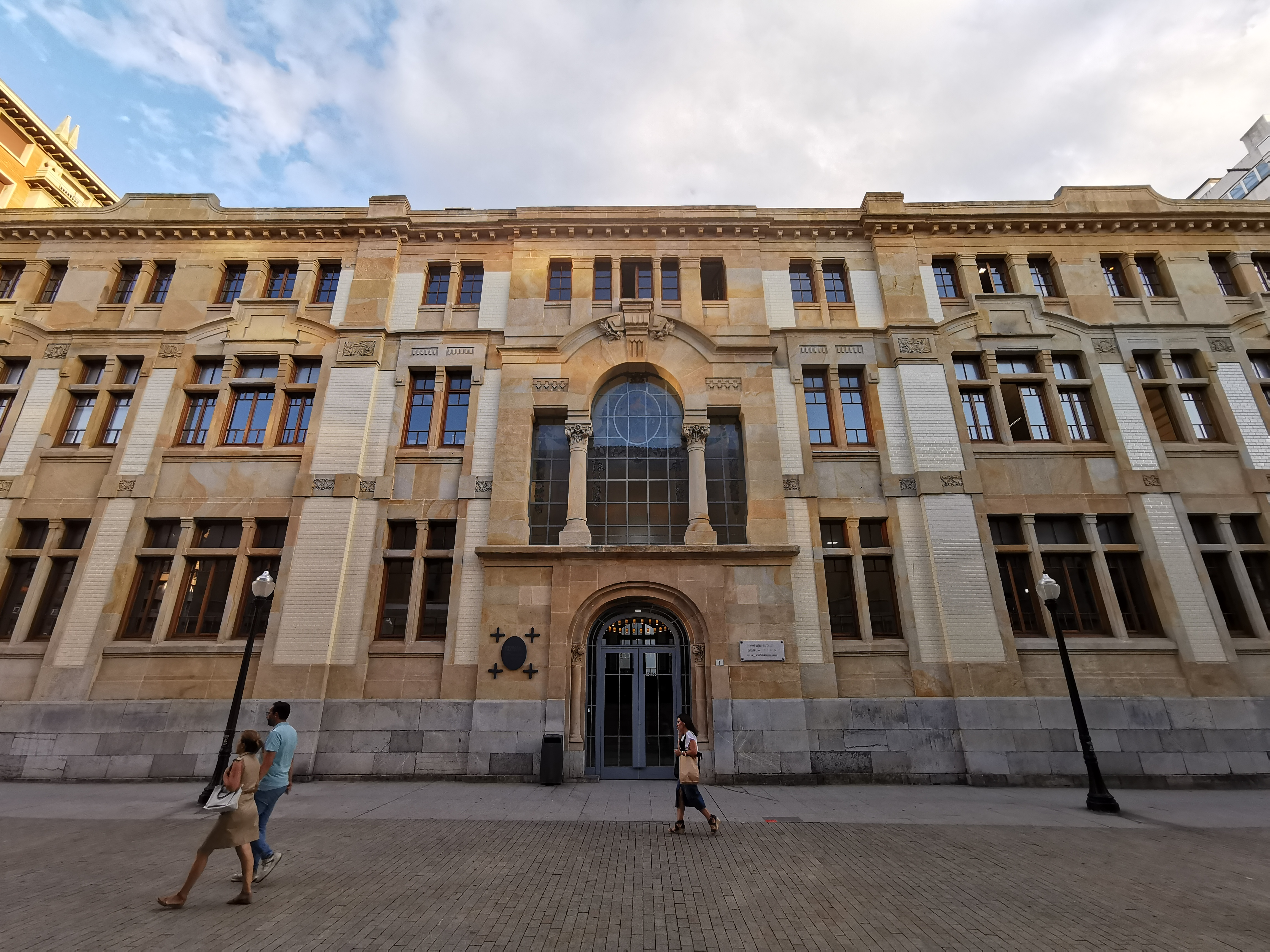
Fachada principal

En diciembre de 2006 la Facultad de Comercio abandona el inmueble pasando a ser en 2011 de propiedad municipal. En 2014 se dispone la rehabilitación del deslucido edificio. Las obras duraron casi dos años, ejecutadas por la constructora Bauen bajo diseño del estudio Ruiz+Nicieza Arquitectos y con una inversión de más de 4,5 millones de euros. Se abrió a fines de 2017 pasando a albergar la Oficina de Juventud de Gijón, que atiende y asesora a adolescentes gratuitamente, las oficinas del Festival Internacional de Cine de Gijón, la sede del vetusto Ateneo Obrero de Gijón y la Hemeroteca Luís Adaro, conjunto de archivos donado al Ayuntamiento en 2002.

## Instalaciones
En sus instalaciones cuenta con varios espacios que pueden ser ofrecidos a personas y asociaciones de manera gratuita, destacan las siguientes: Salón de actos para 123 personas, sala de estudio, las oficinas de las asociaciones ya mencionadas anteriormente y un vestíbulo para fines expositivos.